# Silvio Hein
Silvio Hein (Nova York, 15 de març de 1879 - 19 de desembre de 1928) fou un compositor del Romanticisme estatunidenc.
Estudià a Trieste i Viena, i va estrenar nombroses òperes còmiques, entre les quals cal mencionar:
- Nancy Brown;
- Molly Moonshine;
- Marryng Mary;
- The Roys and Betty;
- Judy Forgol;
- A Matinee Idol;
- The Yankee Girl;
- The Paradise of Mahomet;
- When Oreams;
- Come Trese;
- All Over Town;
- The Red Cloak;
- Furs and Frills;
- The Bride Show.